# الفجر (جريدة تونسية)
جريدة الفجر، جريدة أسبوعية تونسيّة سياسيّة، تصدر باللغة العربيّة كل يوم جمعة من تونس.
تأسست جريدة الفجر الناطقة بلسان حركة النهضة التونسية سنة 1990 وتم إيقافها بعد ستة أشهر بسبب اتجاه السلطات التونسية لكبت الحريات الصحفية. إثر حدوث الثورة التونسية وعودة الأحزاب السياسية للنشاط ظهرت جريدة الفجر مجددا في 9 أفريل 2011.

## التاريخ
صدر أول عدد من جريدة الفجر يوم السبت 21 أفريل 1990 وكان ثمنها ربع دينار تونسي (250) مليم وقد تواصلت تجربتها على مدى 24 عددا من بينها 4 أعداد تمت مصادرتها بسبب كبت حرية الإعلام في عهد الرئيس التونسي زين العابدين بن علي قبل أن يتم منعها في شهر ديسمبر 1990 بحجة نشرها بيانات للشيخ راشد الغنوشي من منفاه في بريطانيا تحرّض على العنف والفوضى وإثارة الرأي العام والمساس بالأمن العام.

## أهدافها
تطمح الصحيفة لأن تكون أداة إعلامية هادفة، تنقل الأخبار وتعكس هواجس الشارع التونسي وبصفة خاصة كل ما يتعلق بالحريات العامة والعدالة الاجتماعية. وهي تسعى للتعريف بحركة النهضة وأنشطتها السياسية عامّة.

## وصلات خارجية
- الموقع الرسمي لجريدة الفجر.
- صفحة الصحيفة على الفيسبوك.